# Ancho irlandés

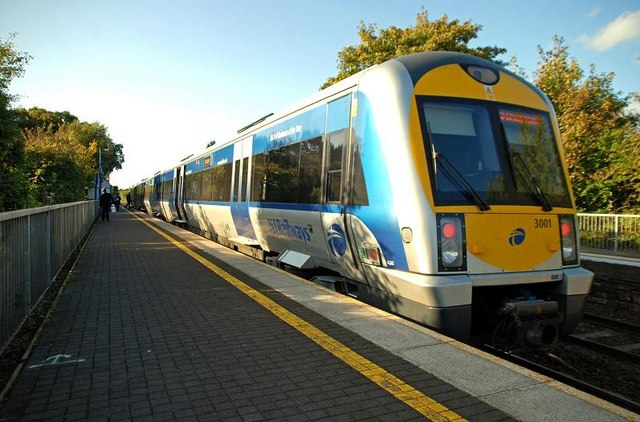
Tren en una estación de Irlanda del Norte

El ancho de vía irlandés (de 5' 3" o 1600 mm) es un parámetro que caracteriza una serie de ferrocarriles de vía ancha actualmente en uso en Irlanda (donde tuvo su origen como estándar nacional), Australia y Brasil.
Esta medida, aunque ya se había utilizado con anterioridad, se convirtió en el estándar de Irlanda a partir de 1846, cuando se puso en práctica el Acta de armonización de anchos en el Reino Unido, que supuso la paulatina desaparición del gran ancho del Great Western Railway en Gran Bretaña en favor del ancho estándar. Paradójicamente, en Irlanda se adoptó un ancho distinto, seguramente teniendo en cuenta la condición insular del sistema ferroviario irlandés. Su posterior relevancia deriva de su extensión a amplias zonas de Australia y Brasil.  

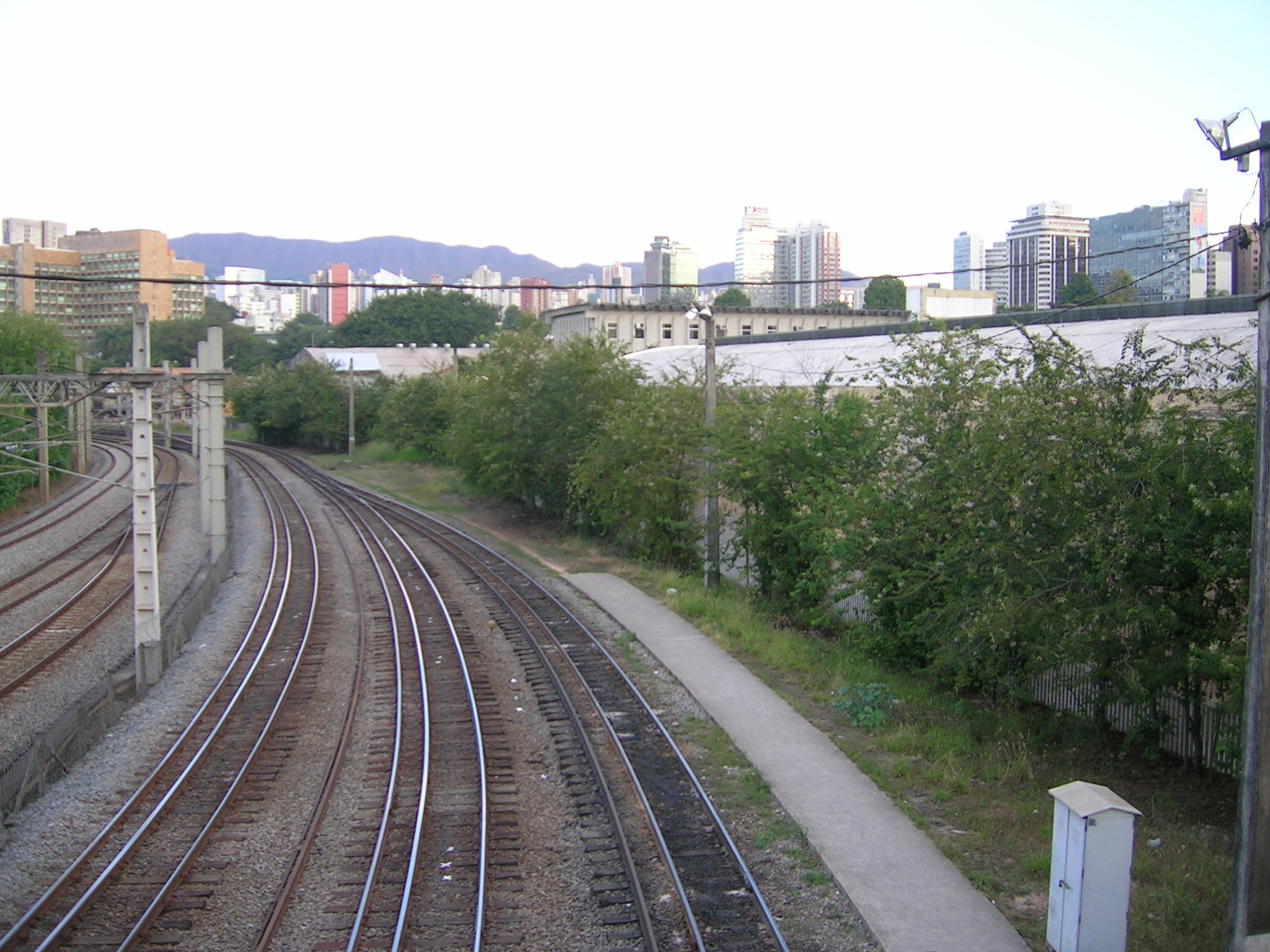
Vías de bitola irlandesa, habilitadas como vías mixtas. Belo Horizonte, Minas Gerais (Brasil)

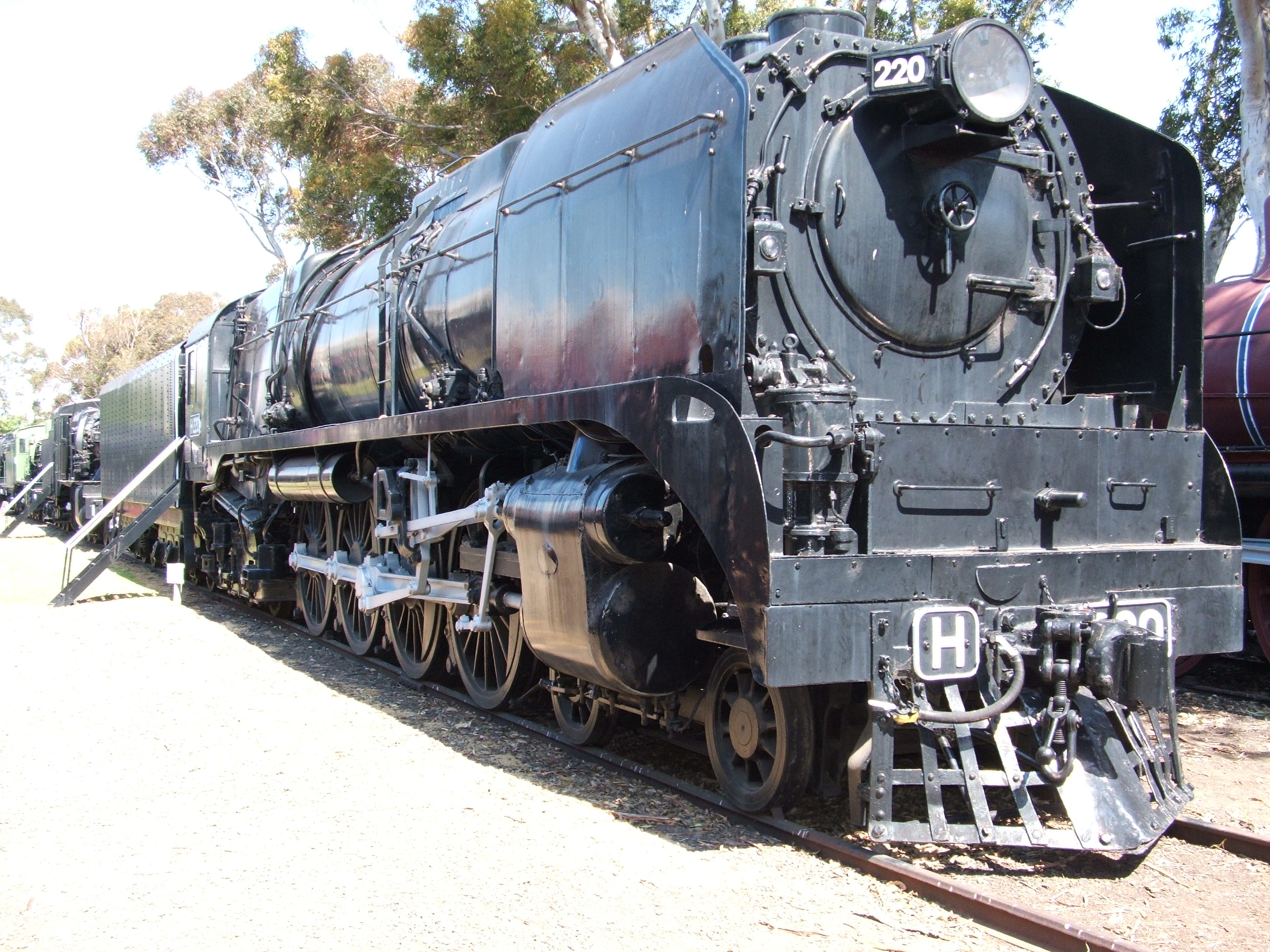
Locomotora de vapor de los Ferrocarriles de Victoria (Australia) de la Clase H, con rodadura de 1600 mm

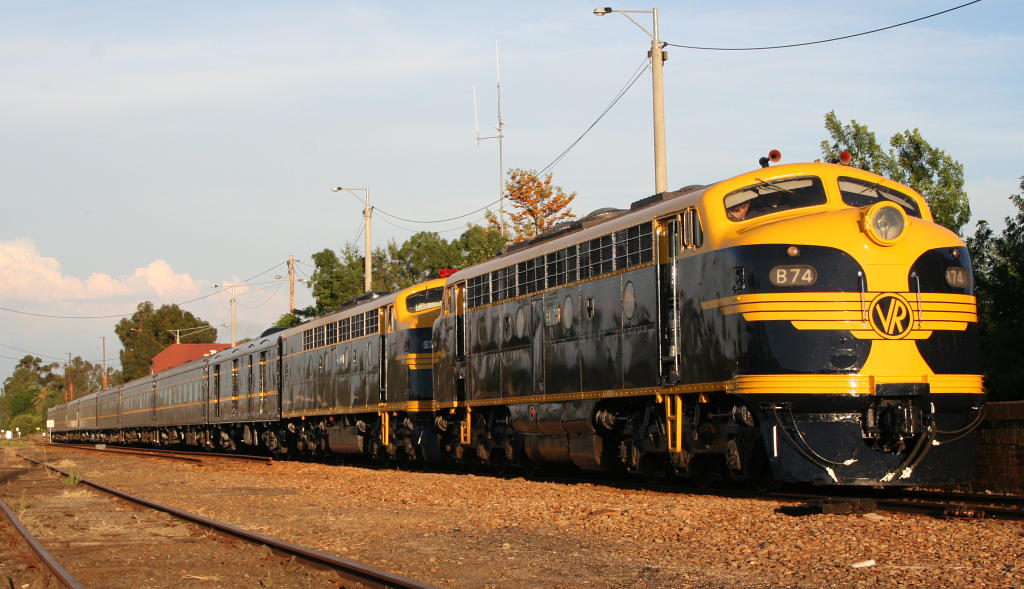
Tren diésel Spirit of Progress de los Ferrocarriles de Victoria, con ancho de 1600 mm

## Historia
600 a. c.
Con mucha anterioridad a la aparición del ferrocarril,  el Diolkos (Δίολκος), un camino pavimentado con surcos que atraviesa el Istmo de Corinto en Grecia, fue construido con una anchura media de 5 pies 3 plg (1600 mm).
1840
El Ferrocarril del Gran Ducado del Estado de Baden fue construido con un ancho de 5 pies 3 plg (1600 mm), convertido a 4 pies 8,5 plg (1435 mm) en 1854-1855.
1843
La Junta de Comercio del Reino Unido recomendó el uso de 5 pies 3 plg (1600 mm) en Irlanda, después de analizar una disputa causada por el uso de diversos anchos en la isla.
1846
La Ley de Regulación del Ancho Ferroviario de 1846 hizo obligatoria esta medida de 5' 3" en toda Irlanda.
1847
El Ferrocarril Suizo del Norte se abrió en 1847, convirtiéndose al ancho estándar en 1854.
1854
La primera línea australiana de 5 pies 3 plg (1600 mm) fue abierta por la Compañía de Ferrocarriles de Melbourne y de la Bahía de Hobson.
1858
Se inauguró la primera vía brasileña de 5 pies 3 plg (1600 mm), construida por la Compañía de Ferrocarriles Don Pedro II.
1863
Los Ferrocarriles Provinciales de Canterbury en Nueva Zelanda se construyeron con ancho de 5 pies 3 plg (1600 mm), que se mantuvo hasta su conversión al ancho de 3 pies 6 plg (1067 mm) en 1876.

## Nomenclatura
- En Irlanda y el Reino Unido, este ancho se conoce como ancho irlandés,[3][4] (en irlandés: leithead Éireannach).[5] En Irlanda también es común denominarlo ancho estándar, en contraste con los diversos ferrocarriles de 3 pies de ancho de la isla.
- En Australia, donde los estados de Victoria y Australia del Sur tienen este ancho (no exclusivamente), se conoce simplemente como vía ancha (broad gauge).
- En Brasil, también se conoce principalmente como en portugués: bitola larga (trocha ancha), y con  menos frecuencia, también es denominado como  bitola irlandesa.[6]

## Ferrocarriles en servicio
| País/Territorio | Ferrocarril |
| --------------- | --- |
| Australia       | Estados de Australia del Sur, Victoria (vía ancha victoriana), Nueva Gales del Sur (unas pocas líneas construidas y conectadas al sistema ferroviario victoriano) y Tasmania (una línea, Deloraine a Launceston, se abrió en 1871, en parte se convirtió a ancho mixto, y luego a 3 pies 6 plg (1067 mm) en 1888). Los 125 km (77,7 mi) de la línea ferroviaria de Oaklands, que se extiende hacia Nueva Gales del Sur desde Victoria, se convirtió al ancho estándar en 2009. El proyecto fue relativamente fácil porque la línea tiene traviesas de madera. Los 200 km (124,3 mi) de la línea Nordeste, en Victoria, se convirtieron al ancho estándar en 2008–2011, habilitándose una línea de ancho estándar de doble vía entre Seymour y Albury. La red actual tiene 4017 km (2496 mi), un 10% de la red ferroviaria australiana total. |
| Brasil          | Las líneas que conectan los estados de Río de Janeiro, São Paulo y Minas Gerais; EFCarajás en los estados de Pará y Maranhão, y Ferronorte en los estados de Mato Grosso y Mato Grosso del Sur. Utilizado en sistemas de Metro más antiguos. Aunque la red de este ancho internacional es 5 veces más larga, la ABNT considera el ancho irlandés como el estándar. La red actual de ancho irlandés es de 4057 km (2521 mi), un 15% del total de la red brasileña. |
| Alemania        | Ferrocarril del Estado del Gran Ducado de Baden (1840-1855) |
| Suiza           | Ferrocarril del Norte Suizo (entre 1847 y 1854), convertido a ancho estándar |
| Irlanda         | Ancho irlandés. La red actual es de 2400 km (1491 mi) |
| Nueva Zelanda   | Ferrocarriles Provinciales de Canterbury desde 1863. Todas las rutas convertidas a 3 pies 6 plg (1067 mm) en 1876 |
| Reino Unido     | Ferrocarriles de Irlanda del Norte: toda la red mide 330 km (205 mi). |

## Anchos similares
Los anchos del tranvía de Pensilvania (5 pies 2,5 plg (1588 mm) y 5 pies 2,25 plg (1581 mm)) son similares al calibre irlandés, pero incompatibles. También hay vías parecidas de 5 pies 2 plg (1575 mm). Véase ancho de vía en Irlanda. 

## Locomotoras
Una de las supuestas ventajas de los 1600 mm (5' 3") del ancho irlandés, en comparación con el estándar de 1435 mm (4' 81/2"), es que el mayor espacio entre las ruedas permite cilindros más grandes. En la práctica, Irlanda no tiene líneas muy cargadas o con fuertes rampas que requieran locomotoras especialmente potentes. Las locomotoras de vapor más potentes en los sistemas de este ancho fueron: 
- Irlanda - GSR Clase 800 - Capacidad de tracción: 155 kN (34 850 lbf)
- Victoria - Ferrocarriles de Victoria Clase H - Capacidad de tracción: 245 kN (55 080 lbf); carga por eje de 23,6 t (23 600 kg); 1 en 48 (2.1%) de pendiente máxima.

En comparación, una locomotora de ancho estándar no articulada en el mismo país rendía: 
- Locomotora Clase NSW D57 de 286 kN (64 300 lbf); capaz de ascender pendientes de 1 en 33 (3.333%)